# Argina pilotis
Argina pilotis là một loài bướm đêm thuộc phân họ Arctiinae, họ Erebidae.